# Chiesa di Santo Stefano Protomartire (Majano)
La chiesa di Santo Stefano Protomartire è la parrocchiale di Susans, frazione di Majano, in provincia e arcidiocesi di Udine; fa parte della forania del Friuli Collinare.

## Storia
L'originaria cappella di Susans risulta già esistente nel 1150; essa venne completamente ricostruita nel Cinquecento.
La nuova parrocchiale fu edificata nel 1812 e il 21 gennaio 1813 venne concesso al vicario don Giacomo Pascoli il permesso di benedirla; nel 1887 si provvide ad allungare la struttura.
Un nuovo intervento di ampliamento e di decorazione venne condotto all'inizio del Novecento; la chiesa, adeguata alle norme postconciliari negli anni settanta, fu danneggiata dall'evento sismico del 1976 e quindi restaurata tra il 1978 e il 1980.
Nel 2004 la parrocchiale venne interessata dal rifacimento dell'impianto elettrico.

## Descrizione

### Esterno
La simmetrica facciata a capanna della chiesa, rivolta a nordovest e scandita da quattro lesene ioniche sorreggenti il frontone triangolare, presenta al centro il portale d'ingresso, sormontato da un timpano e da una lapide con un'iscrizione dedicatoria.
Davanti alla parrocchiale si erge il campanile a pianta quadrata, suddiviso da cornici marcapiano in più registri; la cella presenta su ogni lato una bifora ed è coperta dal tetto a quattro falde.

### Interno
L'interno dell'edificio si compone di un'unica navata, sulla quale si aprono quattro cappelle laterali, introdotte da archi a tutto sesto, e le cui pareti sono scandite da lesene, sorreggenti la trabeazione modanata sopra cui s'imposta la volta a botte; al termine dell'aula si sviluppa il presbiterio, rialzato di alcuni gradini e chiuso dall'abside di forma quadrata.